# (18116) Prato
(18116) Prato (2000 NY22) – planetoida z pasa głównego asteroid okrążająca Słońce w ciągu 3,43 lat w średniej odległości 2,28 j.a. Odkryta 5 lipca 2000 roku.